# Olympische Sommerspiele 1928/Teilnehmer (Mexiko)
| Gelbes Symbol für Goldmedaillen mit stilisierten Olympischen Ringen | Graues Symbol für Silbermedaillen mit stilisierten Olympischen Ringen | Braundes Symbol für Bronzemedaillen mit stilisierten Olympischen Ringen |
| ------------------------------------------------------------------- | --------------------------------------------------------------------- | ----------------------------------------------------------------------- |
| —                                                                   | —                                                                     | —                                                                       |

Mexiko nahm an den Olympischen Sommerspielen 1928 in Amsterdam, Niederlande, mit einer Delegation von 31 Sportlern (allesamt Männer) teil. 
Der Leichtathlet Jesús Aguirre Delgado war der erste mexikanische Flaggenträger der Olympischen Geschichte.

## Teilnehmer nach Sportarten

### Boxen
- Alfredo Gaona
Fliegengewicht: 5. Platz

- Fidel Ortíz
Bantamgewicht: 9. Platz

- Raúl Talán
Federgewicht: 9. Platz

- Carlos Orellana
Leichtgewicht: 9. Platz

### Fechten
- Pedro Mercado
Degen, Einzel: Viertelfinale

- Luis Hernández
Degen, Einzel: Vorrunde

### Fußball
- Herrenteam
9. Platz

- Kader
Óscar Bonfiglio
Juan Carreño
Luis Cerrilla
Benito Contreras
Carlos Garcés
Rafael Garza Gutiérrez
Emmanuel Guevara
Nieves Hernández
Adeodato López
Agustín Ojeda
Ernesto Sota
Pedro Suinaga
Juan Terrazas

### Leichtathletik
- Jesús Moraila
100 Meter: Vorläufe
400 Meter: Viertelfinale
4 × 400 Meter: Vorläufe

- Mario Gómez
100 Meter: Vorläufe
200 Meter: Halbfinale

- Francisco Costas
100 Meter: Vorläufe
200 Meter: Vorläufe

- José Lucílo Iturbe
400 Meter: Viertelfinale
4 × 400 Meter: Vorläufe

- Alfonso García
400 Meter: Vorläufe
800 Meter: Vorläufe
4 × 400 Meter: Vorläufe

- Víctor Villaseñor
400 Meter: Vorläufe
800 Meter: Vorläufe
4 × 400 Meter: Vorläufe

- Ciro Chapa
5000 Meter: Vorläufe

- Aurelio Terrazas
Marathon: 32. Platz

- José Torres
Marathon: 35. Platz

- Alfonso de Gortari
Weitsprung: 16. Platz in der Qualifikation

- Jesús Aguirre
Kugelstoßen: 22. Platz in der Qualifikation
Diskuswurf: 33. Platz in der Qualifikation

### Wasserspringen
- Federico Mariscal
Kunstspringen: Vorrunde